# 坂口理恵
坂口 理恵（さかぐち りえ、1966年6月15日 - ）は、長野県出身の女優。演劇集団キャラメルボックス所属。血液型はAB型。所属事務所はナッポスユナイテッド。
長野県上田東高等学校卒業後、全国の体育館で芝居をやる仕事・グラフィックデザイナーを経て1989年6月に衣装として演劇集団キャラメルボックス制作部に携わり、翌年1990年2月に役者として入団。
また、同劇団員真柴あずきと同事務所(提携)緒方恵美と2009年に劇団「ARMs」を旗揚げした。

## 主な出演

### 映画

#### 出演
- 緑の街(1998年)
- この胸いっぱいの愛を（2005年）ハル 役

#### 吹き替え
- ザ・デット ~ナチスと女暗殺者~ - 看護婦役

### テレビドラマ
- 歪んだ果実(1996年)
- 誰かが扉を叩いている（1997年、日本テレビ）吉岡なおこ 役
- 小児救命(2008年、テレビ朝日)
- ハガネの女（2010年、テレビ朝日）
- ハガネの女2(2011年、テレビ朝日)

### ラジオドラマ
- シュレミールと小さな潜水艦(2013年、青春アドベンチャー)
- 星を掘れ!(2013年、NHK-FM　特集オーディオドラマ)
- 旅猫リポート(2014年、青春アドベンチャー)
- ピエタ(2014年、青春アドベンチャー)
- 白狐魔記　源平の風(2014年、青春アドベンチャー)
- 白狐魔記　蒙古の波(2014年、青春アドベンチャー)
- 白弧魔記　洛中の火(2015年、青春アドベンチャー)
- 白弧魔記　戦国の雲(2015年、青春アドベンチャー)
- 海に降る(2015年、青春アドベンチャー)
- 白弧魔記　天草の霧(2016年、青春アドベンチャー)
- 斜陽の国のルスダン(2017年、青春アドベンチャー)

### 舞台

#### 演劇集団キャラメルボックス
太字は主演作品
- 『ディアーフレンズ,ジェントルハーツ』(1990年・1994年、千秋)
- 『ハックルベリーにさよならを』（1991年・2008年、母さん・1996年、カオル)
- 『ナツヤスミ語辞典』(1991年、ヤンマの母・2003年、ムロマチ/ヤンマの母)2003年は岡田さつきとダブルキャスト
- 『ブリザード・ミュージック』(1991年、ガンを演じる役者/1994年、北上/2014年、妙子)
- 『広くてすてきな宇宙じゃないか』(1992年、サイゴウ・1999年、アリマ・2012年、おばあちゃん) - 2012年は大森美紀子・石川寛美とトリプルキャスト
- 『カレッジ・オブ・ザ・ウィンド』(1992年、萩本・2000年、ナミコ)
- 『サンタクロースが歌ってくれた』(1992年、ミツ・1997年、すずこ、2010年、ハナ)
- 『四月になれば彼女は』 (1993年、のぞみ役)
- 『グッドナイト将軍』(1993年、松尾課長)
- 『ジャングル・ジャンクション』(1993年、キョウコ/2013年、ブルーナイト) - 2013年は女組キャスト
- 『キャンドルは燃えているか』(1993年、礼子・1999年、須磨子)
- 『ALONE AGAIN』（1994年、清水あおい・2003年、葉子)
- 『ヒトミ』(1995年、水谷ヒトミ/2013年、郁代)
- 『また逢おうと竜馬は言った(1995年、ケイコ・2000年、さなえ／さな子)
- 『レインディア・エクスプレス』(1995年、ナオ)
- 『シアター・エクスプレス-やまびこ67号、応答せよ!-』(1996年)
- 『風を継ぐ者』(1996年、たかこ・2001年、美祢)
- 『不思議なクリスマスのつくりかた』(1996年、ルーシー) - 岡田さつきとダブルキャスト
- 『あなたが地球にいた頃』(1997年、藤田瑞恵)
- 『ブラック・フラッグ・ブルーズ』(1997年・2004年、レイ)
- 『さよならノーチラス号』(1998年・2009年、サブリナ)
- 『マイ・ベル』(1998年、冴子)
- 『銀河旋律』(1999年、アリマ・2011年、ヨシノ)
- 『TRUTH』(1999年、ふじ)
- 『MIRAGE』(2000年、真澄)
- 『クローズ・ユア・アイズ』(2000年、由紀子)
- 『エトランゼ』(2001年、ななえ)
- 『ミスター・ムーンライト〈月光旅人〉』(2001年、あかり)
- 『アンフォゲッタブル』(2002年、鈴江)
- 『賢治島探検記』(2002年・2006年・2011年)
- 『裏切り御免!』(2002年、もん)
- 『太陽まであと一歩』(2003年、日出子)
- 『彗星はいつも一人』(2003年、ナオ)
- 『我が名は虹』(2004年、しま)
- 『スキップ』(2004年、42歳の真理子)
- 『僕のポケットは星でいっぱい』(2005年、アリマ)
- 『スケッチブック・ボイジャー』(2005年、のはら) - 大森美紀子とダブルキャスト
- 『クロノス』(2005年・2015年、海老名)
- 『あしたあなたあいたい』(2006年、佳江)
- 『俺たちは志士じゃない』(2006年、ぬい)
- 『少年ラヂオ』(2006年、いね)
- 『まつさをな』(2007年、満寿江)
- 『猫と針』(2007年、スズキカナコ)
- 『トリツカレ男』(2007年・2012年、アンナ)
- 『きみがいた時間 ぼくのいく時間』(2008年、純子/2016年、萩原芽以子)
- 『僕の大好きなペリクリーズ』(2008年、ガワー)
- 『光の帝国』(2009年、春田里子)
- 『エンジェル・イヤーズ・ストーリー』(2009年、十和田園美)
- 『南十字星(サザンクロス)駅で』(2010年、海老名/佳江)
- 『バイ・バイ・ブラックバード』(2010年、大橋史代)
- 『夏への扉』(2011年、ジェニイ・サットン)
- 『降りそそぐ百万粒の雨さえも』(2011年、沖田ミツ)
- 『流星ワゴン』(2011年、小島孝美)
- 『容疑者Xの献身』(2012年、米沢小代子)
- 『アルジャーノンに花束を』(2012年、ローズ・ゴードン)
- 『盲目剣谺返し』(2013年、山崎以寧)
- 『彼の背中の小さな翼』(2013年、芝山かさね)
- 『ずっと二人で歩いてきた~もうひとつの雨のものがたり~』(2013年、美栄子)
- 『ケンジ先生』(2013年、おばあちゃん) - 山猫キャスト
- 『ウルトラマリンブルー・クリスマス』(2013年、辺見友枝)
- 『涙を数える』(2014年、長谷川淑江）
- 『時をかける少女』(2015年、芳山和子)
- 『BREATH』(2015年、波方帆奈)
- 『フォーゲット・ミー・ノット』(2016年、吉野絹代)
- 『ゴールデンスランバー』(2016年、青柳照代/アナウンサー)
- 『ティアーズライン』(2017年、能代成美)
- 『エンジェルボール』(2018年、寺谷絹代)

### ARMs
- 『天ノ星ハ昔ノ光』(2009年、妙)
- 『愛すべき娘たち All My Darling Daughters』(2011年・2013年・2017年)
- 『天ノ星ハ昔ノ光2012』(2012年、妙)
- 『嘆きの花束』(2012年)
- 『ファイアボール・ブルース』〜近田ひさ子の憂鬱〜(2014年）
- 『天ノ星ハ昔ノ光2015』(2015年)
- 『ピエタ』(2015年)
- 『囁きの花束-for you-』(2018年)

### 客演
- 『八月のシャハラザード』(1994年、劇団ショーマ)
- 『ファンレターズ』(2001年)
- 『メルダイバー』(2002年、TEAM発砲・B・ZIN)
- 『The old CLOCK』(2006年、PEOPLE PURPLE)
- 『昭和スキャンティ』(2008年、弾丸MAMAER)
- 『一番の誕生日』(2009年、空晴)日替わりゲスト
- 『つばき、時跳び』(2010年、明治座)
- 『The old CLOCK』(2010年、PEOPLE PURPLE)
- 『落語においでよ　春風亭鹿の子独演会』(2010年)トークゲスト
- 『旅猫リポート』(2013年、スカイロケット) - ノリコ/キャンディさん(近所の人)/チャトラン役
- 『たっくんの出会った鬼』(2015年、BOOWHOWOOL)
- 『LOST PIANO CHILDREN』(2018年、WHO'S TERRACEプロデュース)
- 『仮面山荘殺人事件』(2019年)
- 『トムとディックとハリー』(2020年、パルコプロデュース)
- 『予定のあと先』(2020年、空晴)

## 参考
1. ↑  “キャラメルボックス・ヒストリー”.  演劇集団キャラメルボックス. 2012年9月20日閲覧。